# امره بلوز اوغلو
امره بلوز اوغلو (انگلیسی: Emre Belözoğlu؛ زادهٔ ۷ سپتامبر ۱۹۸۰) بازیکن فوتبال اهل ترکیه است.
از باشگاه‌هایی که در آن بازی کرده‌است می‌توان به باشگاه فوتبال استانبول باشاک‌شهر، باشگاه فوتبال اینتر میلان، باشگاه فوتبال اتلتیکو مادرید، باشگاه فوتبال نیوکاسل یونایتد، باشگاه فوتبال فنرباغچه، و باشگاه فوتبال گالاتاسرای اشاره کرد.
وی همچنین در تیم‌های ملی فوتبال زیر ۱۷ سال ترکیه، زیر ۲۱ سال ترکیه و ترکیه بازی کرده‌است.